# (100175) 1994 AX4
(100175) 1994 AX4 es un asteroide perteneciente al cinturón de asteroides, descubierto el 5 de enero de 1994 por el equipo del Spacewatch desde el Observatorio Nacional de Kitt Peak, Arizona, Estados Unidos.